# If I Had You
"If I Had You" – piosenka Adama Lamberta pochodząca z jego pierwszego albumu For Your Entertainment. Tekst został napisany przez Maxa Martina, Shellbacka i Savana Kotecha. 5 maja 2010 utwór wydano jako trzeci singel z albumu.

## Lista utworów

### Australian Digital EP
1. "If I Had You" (Radio Mix) - 3:46
2. "If I Had You" (Jason Nevins Radio Mix) - 3:45
3. "If I Had You" (Instrumental Version) - 3:43

### Australian CD Single
1. "If I Had You" - 3:47
2. "If I Had You" (Instrumental Version) - 3:46

### US/AUS Digital EP "The Remixes"
1. "If I Had You" (Radio Mix) - 3:47
2. "If I Had You" (Jason Nevins Extended Mix) - 6:44
3. "If I Had You" (Jason Nevins Robotronic Extended Mix) - 6:17
4. "If I Had You" (Dangerous Muse Remix) - 5:51
5. "If I Had You" (Morgan Page Extended Remix) - 7:53